# Frèdol d'Andusa
Frèdol d'Andusa va ser bisbe d'Elna (1003-1007) i posteriorment bisbe de Lo Puèi de Velai (1016-1031).
Frèdol era fill de Bernat, senyor d'Andusa, i Ermengarda, la seva primera dona. Consta que el 994 va participar en l'assemblea de Pau i Treva de Déu de Lo Puèi de Velai. L'any 996, bescanvia uns terrenys amb Ermetruda i el seu fill Guerau on ells construiran l'església de Sant Joan de Vilanova de la Ribera. Morí l'octubre de 1028 o 1029.